# Света София (София)
Вижте пояснителната страница за други значения на Света София.
„Света София“ е раннохристиянска православна църква, тип базилика, в столицата на Република България – София. За начало на нейното съществувание е приет IV век и тя е традиционният катедрален храм на града, дала и името му.

## Архитектура
Църквата има обща дължина 46,45 m и ширина 20,20 m. Тя има централен кораб с ширина 7,70 m и два странични кораба по 4,30 m, както и напречен кораб с ширина 7,30 m и дължина 23 m. Височината на централния кораб е 16,10 m, а на купола – 19,75 m.
Според Богдан Филов църквата „има и твърде голямо общо научно значение като един от най-старите архитектурни паметници на Балканския полуостров... „Св. София“, която съвсем няма византийски характер, и се отличава рязко от всички други църкви у нас, сочи явно на един период, когато византийският стил не е още получил онова изключително господство в църковната архитектура на Балканския полуостров, което по-късно задушило всички други самостойни прояви и е наложило своя отпечатък дори и на постройките от най-ново време... Всъщност, обаче, ние имаме тук работа с една оригинална постройка... [нейните] особености не могат да се обяснят въз основа само на местните паметници... ние ще трябва... да проследим главно старохристиянската църковна архитектура в Мала Азия.“
Църквата днес няма камбанария. Камбаната ѝ продължава да е окачена на високо вековно дърво в градината пред входа.

## История

### Предходни сгради
Сердика започва да се християнизира още в първите години сл. Хр. Християнството обаче остава потиснато от законовите ограничения на Римската империя до началото на IV век сл. Хр. На 30 април 311 година император Галерий издава Сердикийския едикт, с който християните в Римската империя получават първоначален статут на религиозна търпимост (толерантност) и свобода. Две години по-късно, през 313 година в Медиоланум, император Константин Велики потвърждава едикта на Галерий чрез Медиоланския едикт, узаконявайки Християнството.
През XX век българската наука приема становището, че на мястото на „Света София“ са издигнати последователно поне четири по-малки християнски храма, предхождащи днешната сграда (Станчева, арх. Бояджиев). Съгласно това становище първият раннохристиянски храм е мартирий, издигнат в съществувалото от по-рано гробище източно от Източната порта на Сердика. Изглежда тази първа сграда е построена или преустроена непосредствено след Миланския едикт, като откритата в нея олтарна маса е приблизително датирана към средата на IV век. Първоначално тя е правоъгълна с предполагаеми размери 7,43 × 6,19 метра и с полукръгла апсида на изток, а по-късно е разширена и удължена в западна посока до размери 14,51 × 6,19 метра. Около 380 година на мястото ѝ е построена църква, която, без да има функционална връзка с нея, запазва нейните основни размери, използвайки останки от стените ѝ за опора. Корабът е по-дълъг с 4 метра и отстрани са добавени още два кораба, като северният е по-тесен, за да не засегне съществуващи гробници. Ширината на апсидата достига ширината на централния кораб, архитектурен подход, който се сравнява по това време със сирийската църковна архитектура. Малко по-късно църквата е построена върху предишната наново за трети път. Страничните кораби са разширени (северният – само с половин метър) и апсидата е увеличена пропорционално. Целият централен кораб е удължен допълнително в западна посока, а в западния му край е добавен притвор. Тази църква няма дълъг живот; вероятно е разрушена от нашественици, може би готи, няколко години след завършването на строежа. През последните години на IV век на мястото е построена още една нова църква с нов мозаечен под (документиран, но не и запазен), покриващ останките от предишните строежи. Тази сграда също е разрушена, вероятно от хуни през 443 година.
От края на XX век се налага критичен нов прочит (арх. Ганчев, арх. Китов, Чилингиров) на изказваните аргументи.

### Сегашната църква
Голяма част от изследователите на църквата „Света София“ през XX век се съгласяват със заключенията, че тя може да е построена в средата на V век, при император Маркиан или при Лъв I Тракиец, като е възможно поне в някои свои части да повтаря плана на предходна сграда. Църквата е засегната в края на V век от предполагаеми следващи нападения, възможно на [пра]българи и славяни, и претърпява строителни поправки около средата на VI век при император Юстиниан I. Подобно на „Света София“ в Цариград, и тя е посветена на Божията премъдрост – едно от имената на младия Иисус Христос. Първото историческо свидетелство за името „Света София“ е сравнително късно, приписка в евангелие от 1329 година („написано бе това евангелие в София, Средечката митрополия“), като също през XIV век името започва да се използва и за града.
Не по-късно от завладяването на Сердика от българския владетел Крум в 809 година са срутени сводовете на трите надлъжни кораба и на напречния кораб (трансепт), както и надстройката на притвора. След покръстването на българите през втората половина на IX век църквата е ремонтирана, като може би още тогава да са премахнати отбранителните кули и сградата да е придобила приблизително съвременния си план.
През следващите столетия „Света София“ продължава активно да се използва предимно като градска съборна църква и обичайно място за опело, поради непосредствената близост с едно от градските гробища. По времето на Второто българско царство (XII – XIV век) „Света София“ придобива статута на катедрална митрополитска църква. Открити са следи от стенописи, датирани в XII век, но не и синтрон.

### Превръщане в джамия и запустяване
След османското нашествие църквата е превърната в джамия – издигнато е минаре, унищожени са стенописите. Най-вероятно сградата за пръв път е разрушена по време на земетресение от средата на XV век. В края на XVI век тя е отново възстановена като джамия от османския велик везир Сиявуш паша. Отново през 1818 и 1858 година сградата пострадва сериозно от силни земетръси, минарето пада и така джамията е окончателно изоставена. Оцелялата част е превърната в склад. На 4 януари 1878 година по време на Руско-турската война на свободното пространство пред „Света София“ с благодарствен молебен тържествено са посрещнати войските на руския генерал Гурко. Складът е затворен, но въпреки енергичното недоволство на софиянци, към края на XIX век високите части на църквата се използват като наблюдателна кула на столичната пожарна команда

### Възстановяване през XX век
През септември 1899 година иконом Апостол Георгиев като вижда, че цялата източна половина на София – от църквата „Свети Крал“ до селата Подуене и Слатина няма никаква църква, предлага да се реставрира полуразрушеното южно крило. С помощта на архитект Никола Лазаров и на видните софийски жители Рачо Димчев, Бойко Нешов, д-р Стоян Данев, Марко Балабанов, Скарлет Икономов, г-жа София Богдан Станкович и много други, успяват да довършат южния параклис на „Св. София“ и на 20 декември 1900 година да се освети от митрополит Партений Софийски. Възстановителят на храма поп Апостол от 20 декември 1900 година започва да служи в него сам цяла година, а после идват и негови помощници.
През 1927 година „Света София“ е обявена за народна старина (Държавен вестник, № 69, 1927 г.). Веднага след това се извършва първото съвременно възстановяване на храма, което е завършено през 1930 г.
На 21 септември 1930 година църквата е осветена и в нея започва да се извършва служение.
През 1935 г. се извършва системно проучване и реставрация под ръководството на професор Богдан Филов и архитект Александър Рашенов. През 1955 г. храмът е обявен за архитектурно-строителен паметник на културата от национално значение (Известия, № 73, 1955 г.).
Храмът е възстановен в близък до първоначалния му вид. Неговият план е замислен и осъществен върху основната идея – латински кръст с удължено източно рамо, завършващо с апсида, а куполът (без отвори) е центриран върху пресечната точка на кръстовидния план (централен кораб, пресечен от напречен). Тази основна идея е дисциплинираща в изграждането и оформянето като на вътрешното пространство, така и на силно въздействащите външни обемни решения.
От англо-американските бомбардировки на София в 1944 година „Света София“ понася щети, подобно на пострадалата съборна църква „Свети Александър Невски“.
Реставрацията на екстериора на църквата е извършена в периода 1980 – 1981 г. по проект и под ръководството на архитектите Христо Ганчев и Д. Дамянов от Националния институт за паметниците на културата. През 1986 г. колектив с ръководител Христо Ганчев разработва концепция и програма за консервация, реставрация и експониране на интериора на църквата „Света София“.
През 80-те и 90-те години на XX век църквата отново е реставрирана и консервирана, а на южната ѝ фасада е възстановен главният официален мемориал на Република България – Паметникът на Незнайния войн, по проект на Никола Николов. Тогава под нея и в непосредствена близост са открити още няколко гробници и гробнична архитектура. Това дава ход на сложен дългогодишен архитектурно-исторически проект за подробно изследване, консервация, реставрация и социализиране на целия комплекс.
Работата по консервацията и експонирането на интериора и гробниците и изграждането на първия и единствен подземен музей в София е извършена по проект на Васил Китов и е завършена в периода 2012 – 2013 година.
Днес църквата „Света София“ е сред най-значимите архитектурни ценности, запазени от ранното християнско развитие на Югоизточна Европа, със световно значение.
В градинката от източната страна на църквата е погребан писателят Иван Вазов.